# HD 177483
HD 177483，又名BD+52 2326，SAO 31337、HR 7229，是一颗恒星，视星等为6.31，位于銀經82.47，銀緯19.59，其B1900.0坐标为赤經18h 59m 45.9s，赤緯+52° 19.59′ 56″。